# Tante Leen

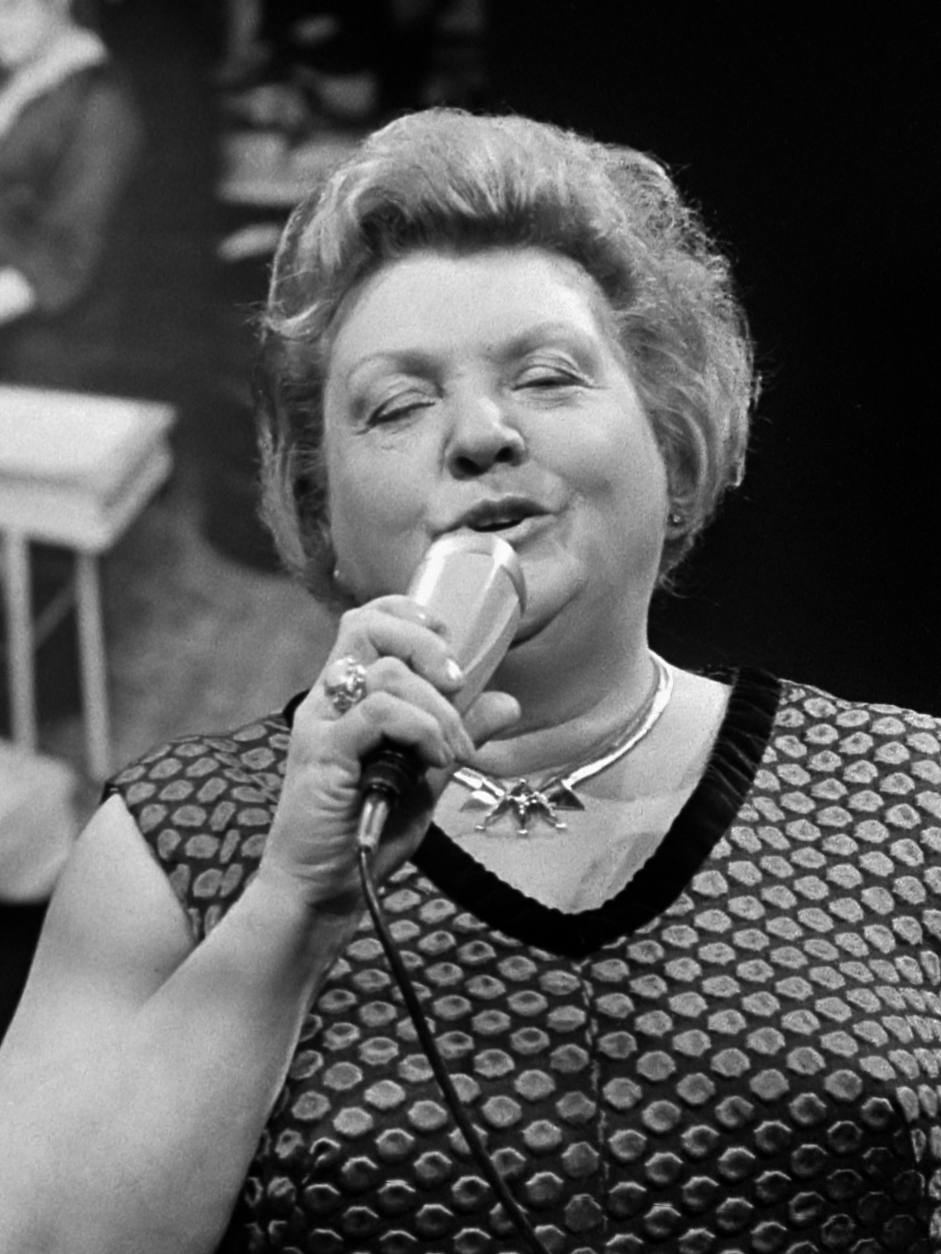
Tante Leen (1971)

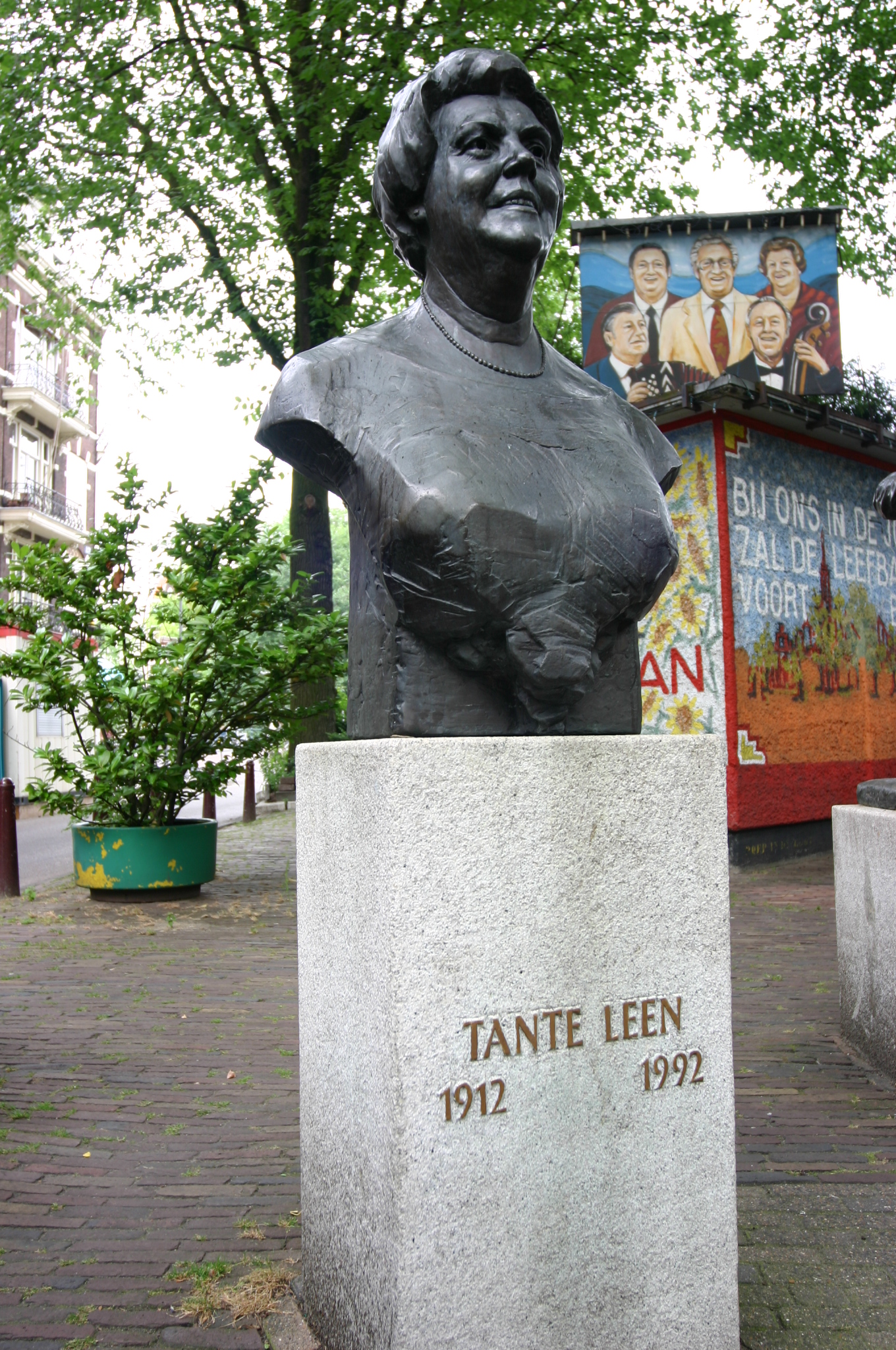
Büste von Tante Leen auf dem Johnny Jordaanplein in Amsterdam

Tante Leen, eigentlich Helena Kok-Polder, später Helena Jansen-Polder, (* 28. Januar 1912 in Amsterdam; † 5. August 1992 ebenda) war eine niederländische Volkssängerin. 

## Biographie
Tante Leen wurde als Helena Polder im Amsterdamer Arbeiter- und Handwerkerviertel Jordaan geboren und war die Tochter von Johanna Jacoba Cornelisse (1878–1962) und des Bäckers und Kahnfahrers Gerardus Cornelis Polder (1874–1919). Sie war das zweitjüngste von 16 Kindern. Als Helena Polder sieben Jahre alt war, starb ihr Vater; acht ihrer Geschwister starben als Kinder. Die Mutter unterhielt die Familie mit dem Putzen von Fischen, die Tochter musste bald ebenfalls arbeiten, als Krabbenpulerin und Putzfrau. 1932 heiratete sie den sechs Jahre älteren Andries Kok, der 1944 als Zwangsarbeiter bei einem Bombenangriff auf Bremen getötet wurde. 1946 lernte Leen Polder den Kranführer Bram Jansen (1910–1986) kennen, und im Jahr darauf wurde ihr gemeinsamer Sohn Fred geboren.
Tagsüber arbeitete Helena Kok-Polder als Reinigungsfrau in der Börse und abends leitete sie gemeinsam mit Bram Jansen das Café Royal am Amsterdamer Nieuwendijk, über dem sie auch wohnten. Tante Leen sang dort mit der Begleitung von Musikern, und schon bald entwickelte sich das Café Royal zu einem beliebten Treffpunkt. Am 2. März 1955 – im Alter von 43 Jahren – nahm sie am Gesangswettbewerb De beste stemmen van de Jordaan im Hotel Krasnapolsky teil. Sie belegte den zweiten Platz hinter dem Volkssänger Johnny Jordaan, mit dem sie in der Folge eine lebenslange Freundschaft und Zusammenarbeit verbinden sollte.
Durch Johnny Jordaan und Tante Leen wurde das sogenannte levenslied aus dem Jordaan, ein Genre sentimentaler Volkslieder, populär. Im Jahr 1955 traten sie im Amsterdamer Concertgebouw auf. Ende der 1950er Jahre ließ die Begeisterung für diese Art Volksmusik in den Niederlanden nach. Tante Leen sang weiterhin in ihrem Café, das sie inzwischen mit ihrem Mann gekauft hatte. 1968 bekam Johnny Jordaan eine eigene Fernsehshow, die im Café Royal aufgezeichnet wurde. Tante Leen und Jordaan sangen und führten Sketche auf, und das Programm war ein Erfolg. Tante Leen wurde daraufhin gebeten, die Niederlande beim Eurovision Song Contest zu vertreten, was sie ablehnte. Es folgten aber Tourneen durch die USA, Kanada, Neuseeland und Australien, und bis 1972 nahm Tante Leen Platten auf; man schätzt, dass es insgesamt 96 Lieder von ihr auf Platte gibt. 1966 veröffentlichte sie als Fan von Ajax Amsterdam das Lied Ajax hup hup hup. Ihr 60. Geburtstag im Jahre 1972 wurde mit prominenten Gästen groß im Jordaan gefeiert und die Feier im Fernsehen übertragen. Obwohl sie als Amsterdamer Ikone galt, war sie sich selbst nie ihrer Berühmtheit bewusst und oftmals erstaunt, wenn Leute sie auf der Straße erkannten.
Ab 1975 trat Tante Leen aus gesundheitlichen Gründen nicht mehr vor großem Publikum auf, ab 1977 auch nicht mehr in ihrem Café. Einen letzten Auftritt hatte sie dennoch 1991 zur Verabschiedung des Musikers Manke Nelis, zudem sang sie in späteren Jahren vom eigenen Balkon aus für ihre Zuhörerschaft. Ihre letzten Lebensjahre verbrachte Tante Leen im Rollstuhl, bis sie 1992 in einem Pflegeheim starb.

## Ehrungen
1968 wurde Tante Leen mit der goldenen Ehrenmedaille des Ordens von Oranien-Nassau ausgezeichnet. 1994 wurde auf dem Johnny Jordaanplein in Amsterdam eine Büste von ihr enthüllt; dort befinden sich auch Denkmäler von Jordaan und Nelis als Protagonisten der Volksmusik des Jordaan.